# Pokémate
Pokémate (ポ ケ メ ～ ト) é um aplicativo com tema Pokémon para telefones celulares da série NTT DoCoMo FOMA 900i desenvolvido pela Square Enix. Foi anunciado em abril de 2006 como um aplicativo de mensagens com o tema Pokémon para lançamento naquele verão no Japão, e lançado em 5 de junho como um jogo completo em torno de um sistema de mensagens. O aplicativo permite que os jogadores cuidem de Pokémon e se comuniquem com amigos. O Pokémon deve primeiro ser capturado com Pokébolas, do qual o jogador tem um estoque limitado. O aplicativo inicial era gratuito, mas para receber mais Pokémates, Pokébolas e outras mídias, era necessário um preço de assinatura mensal de 210 ienes para a "edição de serviço formal". O jogo só foi lançado no Japão e o serviço foi descontinuado um ano e meio após o lançamento em janeiro de 2008. Além do anúncio inicial, o jogo atraiu pouca atenção tanto da imprensa japonesa quanto da imprensa inglesa.

## Jogabilidade
Ao contrário de outros jogos Pokémon, o Pokémon em Pokémate deve ser cuidado, semelhante a uma simulação de animal de estimação virtual; eles não sobem de nível ou lutam como um RPG. Quando o jogo é acessado pela primeira vez, o jogador recebe três Pokémon aleatórios e 10 Pokébolas para capturar outro Pokémon. Sem uma assinatura mensal, o jogador não pode pegar mais Pokémon do que o conjunto inicial de Pokébolas. A assinatura concede ao jogador mais cinco Pokébolas, mais Pokémon disponíveis para captura e a opção de comprar mais Pokébolas por taxas adicionais.

### Conversar e aplicação de mensagens
O aplicativo de sala de chat permite que o usuário converse com até 16 amigos respectivamente ou envie correio de voz "Poketoku" para qualquer outro usuário. O recurso de mail “Hiroba” permite ao jogador enviar e-mails ou mensagens para outros usuários do aplicativo. O aplicativo de mensagens funcionou apenas durante o primeiro mês, a menos que uma assinatura fosse adquirida. Pokémon capturados podem ser exibidos como o avatar do jogador ao conversar com outros usuários. A expressão do avatar muda em reação às mensagens. O recurso de mensagens era o ponto principal do Pokémate, que era comercializado como um Pokémon-serviço de comunicação de voz e texto com marca entre os usuários, em vez de um jogo eletrônico.

## Desenvolvimento
Pokémate foi anunciado pela Square Enix em 24 de abril de 2006, como um aplicativo de comunicação móvel para telefones celulares NTT DoCoMo FOMA série 900i, onde o Pokémon viveria no telefone do usuário e permitiria que o usuário se comunicasse com sua família e amigos como se fosse por e-mail. Dizia-se que os Pokémon anunciavam novas mensagens em sua própria voz. O aplicativo foi planejado para ser lançado com uma taxa de assinatura mensal naquele verão no Japão. O aplicativo foi lançado em 5 de junho de 2006, com um jogo em torno do aplicativo de mensagens inicialmente anunciado. Foi apresentado no Tokyo Game Show em setembro de 2006 junto com uma demo jogável na programação da Square Enix. A interface foi projetada para ser fácil de usar e destinada a crianças do ensino fundamental.
O aplicativo inicial era gratuito, mas para receber mais Pokémate, Pokébolas e outras mídias, era necessário um preço de assinatura mensal de 210 ienes para a "edição de serviço formal". O jogo foi lançado apenas no Japão e o serviço foi descontinuado pouco mais de um ano após o lançamento em janeiro de 2008.